# Leslie Gagne
Leslie Gagne, född 27 december 1906 i Montréal, död 1 juni 1962, var en kanadensisk vinteridrottare. Han deltog i olympiska spelen 1932 i Lake Placid. Han på 30:e plats i backhoppning. Han var bror till Norman Gagne.